# Jakob von Uexkull
Carl Wolmar Jakob Baron von Uexküll, född 19 augusti 1944 i Uppsala, är en svensk-tysk före detta politiker och professionell filatelist, som 1980 grundade the Right Livelihood Award som delas ut årligen.

## Biografi
Jakob von Uexkull har både svenskt och tyskt medborgarskap, och är son till författaren och journalisten Gösta von Uexkull och sonson till balttyske biologiprofessorn Jakob Johann von Uexküll. Han har studerat politik, filosofi och ekonomi i Hamburg och Oxford. 1984 medverkade han i grundandet av The Other Economic Summit (TOES) och var även ledamot av Europaparlamentet för tyska Die Grünen 1984–1989.
Mellan 2007 och 2019 var Jakob von Uexkull aktiv med utvecklandet av The World Future Council (London/Hamburg).

## Priser och utmärkelser
Jakob von Uexkull blev vald till den amerikanska tidskriften Times "European Hero" 2005. 2006 tog han emot Binding-priset (Liechtenstein) för sitt miljöarbete, och 2008 Erich-Fromm-priset i Stuttgart, Tyskland, för "sitt arbete för en framtid med mänskligt ansikte - för våra barn och barnbarn i en globaliserad värld".
2014 tilldelades han regeringens medalj Illis Quorum av tolfte storleken "för betydande insatser för att främja en globalt hållbar utveckling och mänskliga rättigheter".